# ならナビ845
『ならナビ845』（ならナビはちよんご）は、NHK奈良放送局の総合テレビで放送されている奈良県向けの『NHKニュース』のローカルニュース番組である。2020年9月28日開始。

## 概要
- 大阪局ではこの時間に『ニュース845〜関西のニュースと気象情報〜』を放送しているが、奈良局では平日に差し替える形で放送している。2006年4月から2020年9月25日まで『なら845』のタイトルで放送していたが新局舎移転に合わせて現タイトルに改題した。祝日・年末年始は関西他府県とともに休止となり、20:55から『関西のニュース・気象情報』をネットする。
- 番組ではその日の奈良県内ニュースに加え、関西の主なニュースも数項目程度放送する。また、夕方の『ならナビ』の特集コーナーが再放送（使い回し）される場合がある。
- タイトルロゴ・音楽は、『ならナビ』をベースにしたものである。

## 放送時間
- 月曜日 - 金曜日 20:45 - 21:00（JST）
- 祝日・年末年始やオリンピック期間中は休止し、祝日・年末年始は20:55 - 21:00に大阪から『関西のニュース・気象情報』を5分間放送している（12月31日を除く）。
- なお、2022年の北京オリンピックの期間中は20:50 - 21:05にタイトルを改題せずに本番組を放送した。
- また、通常の平日編成日であっても、夕方の『ならナビ』が休止または時間短縮となることがあらかじめはっきりしている日の本番組は休止となり、代替として大阪から『ニュース845〜関西のニュースと気象情報〜』を臨時ネットする（ただし、台風接近時は『ニュース845』の臨時ネットを取りやめて本番組を編成する）。

## キャスター
いずれも交代で出演している。
- 森田洋平
- 柴田拡正
- 片山智彦